# Фелдбах
Фелдбах (словен. Vrbna) град је у Аустрији, смештен у југоисточном делу државе. Значајан је град у покрајини Штајерској, као седиште истоименог округа Фелдбах.

## Природне одлике
Фелдбах се налази у југоисточном делу Аустрије, 175 km јужно од главног града Беча. Главни град покрајине Штајерске, Грац, налази се 50 km западно од града.
Град Фелдбах се сместио у долини реке Рабе, у горњем делу тока. Око града се налзи брежуљкаста Средњоштајерска котлина. Надморска висина града је око 282 m.

## Становништво
| 1971.  | 1981.  | 1991.  | 2001.  | 2011.  |
| ------ | ------ | ------ | ------ | ------ |
| 10.807 | 11.323 | 11.784 | 12.593 | 12.910 |

Данас је Фелдбах град са нешто мање од 13.000 становника. Последњих деценија број становника града расте.

## Галерија
- Римокатоличка Црква св. Леонтија
- Палата Холд
- Градска кућа Фелдбаха